# Eos Schopohl
Eos Schopohl (* 1953 in Moosburg an der Isar) ist eine deutsche Schauspielerin und Regisseurin. 

## Leben
Eos Schopohl ist die Tochter eines Arzt-Ehepaares und wuchs zunächst mit der persischen Sprache auf, da ihre Eltern bis zu ihrem 7. Lebensjahr im Iran lebten und arbeiteten. Nach Deutschland zurückgekehrt, gewann sie 1968 die Hamburger Meisterschaft der Junioren im Rollschuhlaufen und belegte später bei den Deutschen Meisterschaften den 4. Platz.
Nach dem Besuch des Gymnasiums begann Schopohl im November 1970 ihre künstlerische Ausbildung an der Schauspielschule von Hildburg Frese in Hamburg. Im selben Jahr noch debütierte sie am dortigen Operettenhaus in einem Weihnachtsmärchen und stand im Märchen von der Nuß auch auf der Bühne des Schauspielhauses der Hansestadt. Im darauffolgenden Jahr spielte sie in verschiedenen Inszenierungen im Haus an der Kirchenallee, so in Einer muß der Dumme sein von Georges Feydeau, in Kasimir und Karoline von Ödön von Horváth oder Aristophanes’ Komödie Lysistrata in einer Inszenierung von Dieter Dorn. Als am 7. April 1971 der Malersaal, eine Experimentalbühne des Hamburger Schauspielhauses, ihren Spielbetrieb aufnahm, war Eos Schopohl dort in der deutschen Erstaufführung von Edward Bonds Die Hochzeit des Papstes unter der Regie von Peter von Wiese zu sehen.
Bis 1981 hatte Schopohl weitere Engagements am Berliner Schillertheater, am Schauspielhaus Bochum und am Schauspiel Frankfurt. An letzterem erhielt sie 1981 im Zusammenhang mit der Besetzung des Theaters durch RAF-Sympathisanten in ihrer Eigenschaft als Co-Direktorin die fristlose Kündigung. Während ihrer schauspielerischen Tätigkeit arbeitete sie mit bekannten Regisseuren wie Hans Lietzau, Peter Palitzsch, Wilfried Minks, Claus Peymann oder Heiner Müller zusammen. Von 1982 bis 1987 studierte Schopohl Philosophie und Geschichte an der Universität Paris VIII. In dieser Zeit besuchte sie darüber hinaus die École Internationale de Théàtre des Theaterpädagogen Jacques Lecoq. Nach Abschluss ihres Studiums begann sie eine Regieausbildung an den Münchner Kammerspielen, neben anderen bei Dieter Dorn, George Tabori, Thomas Langhoff und Franz Xaver Kroetz. Ihre erste eigene Inszenierung zeigte sie 1989 im Werkraum der Kammerspiele mit dem Stück Stalin von Gaston Salvatore. Ab 1992 übernahm Schopohl Lehraufträge im Fach "Rollenunterricht" sowohl an der Otto-Falckenberg-Schule als auch an der Hochschule für Musik und Theater München. 
Im darauffolgenden Jahr gründete Eos Schopohl gemeinsam mit dem Dramaturgen Boris Heczko und der Bühnenbildnerin Lucia Nußbächer die experimentelle Theatergruppe Fisch&Plastik, der sie noch heute angehört und bei deren Inszenierungen sie als Regisseurin verantwortlich zeichnet. 1994 inszenierte sie gastweise Peter Handkes Stück Die Stunde, da wir nichts voneinander wußten am Theater El Hanagar in Kairo. Daneben ist Schopohl auch an anderen Bühnen tätig, so beispielsweise am Münchner theater VIEL LÄRM UM NICHTS oder den Kammerspielen in Landshut.
In den 1970er- und 1980er-Jahren arbeitete Eos Schopohl gelegentlich auch für das Fernsehen. Neben Rollen in zwei Tatort-Episoden spielte sie u. a. 1979 die Filmtochter von Gustav Knuth und Eva Brumby in Der eiserne Gustav, einer 7-teiligen Verfilmung des gleichnamigen Romans von Hans Fallada.

## Trivia
Gegen die Eintragung des Namens Eos in das Geburtsregister von Moosburg hatte der zuständige Standesbeamte mit den Worten protestiert: "Das geht nicht. Eos ist doch eine Schuhwichse!"

## Filmografie
- 1971: Einer muß der Dumme sein
- 1973: Tatort – Platzverweis für Trimmel
- 1976: Eurogang – Urlaub für Harry Krausch
- 1976: Geburtstage – Meine Frau erwartet ein Kind
- 1978: Tatort – Himmelfahrt
- 1979: Der eiserne Gustav
- 1981: Irrgarten – Marco Ruschiz' Fahrt zu den Wolken
- 1982: St. Pauli-Landungsbrücken – Die Schwiegereltern kommen
- 1982: Nebelland
- 1987: Stahlkammer Zürich – Ein zu hoher Einsatz